# Мартин Кукучин
Мартин Кукучин (слч. Martin Kukučín; право име Matej Bencúr; Јасенова, 17. мај 1860 – Пакрац, 21. мај 1928) био је словачки писац, драматург и публициста. Био је најзначајнији представник словачког књижевног реализма и сматра се једним од оснивача модерне словачке прозе.

## Биографија
Рођен је у породици слободних сељака, од оца Јана Бенцура Јуриша и мајке Зузане, рођене Пашков, и имао је два брата и једну сестру. Школовао се у гимназијама у Ревуци, Мартину, Банској Бистрици, Кежмароку и завршио школовање у Шопрону. Иако је желео да студира теологију у Братислави, због антисловачке атмосфере која је превладавала у то време, одлучио је да студира медицину у Прагу.
Након што је дипломирао и завршио приправнички стаж у Братислави, Инзбруку и Бечу, безуспешно је покушавао да нађе запослење у Словачкој. Године 1893. почео је ради као лекар у месту Селца на острву Брачу у Хрватској, где је био и активни члан културног друштва Хрватски Састанак. Године 1904. постао је један од његових директора. Безуспешно је покушао да се врати у Словачку 1896-97. године.
Године 1904. оженио се Перицом Дидолић, са којом је 1908. године отишао за Јужну Америку, где су се настанили у Пунта Аренасу у Чилеу, где се налазила велика заједница хрватских емиграната. Током 1922–24, поново је живео у Словачкој (тадашња Чехословачка), а затим се преселио у Хрватску 1924-25, уз кратак боравак у Чилеу 1925. да би решио имовинске спорове. Године 1926. коначно се настанио у Липику, бањском граду у Хрватској, где је и умро 1928. године. 
Привремено је сахрањен на загребачком гробљу Мирогој, да би 29. октобра 1928. његови земни остаци били пренесени на Национално гробље у Мартину.

### Проза
- 1883 - Na hradskej ceste
- 1885 - Rysavá jalovica
- 1886 - Neprebudený
- 1890 - Keď báčik z Chocholova umrie
- 1891 - Na podkonickom bále
- 1892 - Koniec a začiatok
- 1892 - Dve cesty
- 1893 - Dies Irae
- 1898 - V Dalmácii a Čiernej Hore, путопис
- 1899 - Hody
- 1911 / 1912 - Dom v stráni, роман чија је радња смештена на Брачу
- 1922 - Črty z ciest. Prechádzky po Patagónii, путопис
- 1922 - Mladé letá, мемоари о студенстким данима
- 1926 - Mať volá, роман о хрватским емигрантима у Чилеу
- 1929 - Bohumil Valizlosť Zábor, историјски роман
- 1929 - Lukáš Blahosej Krasoň, историјски роман
- 1930 - Košútky. Klbká. Rozmarínový mládnik.
- Čas tratí - čas platí
- Máje, poviedka
- Pán majster Obšíval
- Na jarmok
- Na Ondreja,
- Hajtman, poviedka
- Obecné trampoty
- Z teplého hniezda
- Veľkou lyžicou
- Panský hájnik
- O Michale
- Na svitaní
- Ako sa kopú poklady
- Pozor na čižmy
- Sviatočné dumy
- Tri roje cez deň
- Svadba
- Parník
- Štedrý deň

### Драме
- 1907 - Komasácia
- 1922 - Bacuchovie dvor
- 1924 - Obeta

## Галерија
- Родна кућа Мартина Кукучина у Јасенови
- Спомен плоча у Селцима на Брачу
- Споменик Мартину Кукучину у Братислави, рад хрватског вајара Ивана Мештровића